# Hortophora transmarina
Hortophora transmarina es una especie de araña araneomorfa del género Hortophora, familia Araneidae. Fue descrita científicamente por Keyserling en 1865.
Habita en Papúa Nueva Guinea, Australia (Australia Occidental, Territorio del Norte, Queensland, Nueva Gales del Sur, Victoria, isla Norfolk).